# Vuelta a España 1948
Die 8. Vuelta a España war ein Radrennen, das vom 13. Juni bis zum 4. Juli 1948 ausgetragen wurde. Es bestand aus 20 Etappen mit einer Gesamtlänge von 4008 Kilometern. Sieger wurde der Spanier Bernardo Ruiz, der ebenfalls die Bergwertung gewann.

## Etappen
| Etappen    | Start – Ziel                       | km       | Etappensieger                     | Gesamterster                      |
| ---------- | ---------------------------------- | -------- | --------------------------------- | --------------------------------- |
| 1. Etappe  | Madrid                             | 14 (EZF) | Bernardo Ruiz & Julián Berrendero | Bernardo Ruiz & Julián Berrendero |
| 2. Etappe  | Madrid – Valdepeñas                | 198      | Frans Gielen                      | Frans Gielen                      |
| 3. Etappe  | Valdepeñas – Granada               | 232      | Dalmacio Langarica                | Dalmacio Langarica                |
| 4. Etappe  | Granada – Murcia                   | 285      | Bernardo Ruiz                     | Bernardo Ruiz                     |
| 5. Etappe  | Murcia – Alicante                  | 230      | Roberto Vercellone                | Bernardo Ruiz                     |
| 6. Etappe  | Alicante – Valencia                | 163      | Dalmacio Langarica                | Dalmacio Langarica                |
| 7. Etappe  | Valencia – Tortosa                 | 201      | José Pérez Llacer                 | Dalmacio Langarica                |
| 8. Etappe  | Tortosa – Barcelona                | 209      | Senén Mesa                        | Dalmacio Langarica                |
| 9. Etappe  | Barcelona – Lleida                 | 203      | Miguel Gual                       | Dalmacio Langarica                |
| 10. Etappe | Lleida – Saragossa                 | 144      | Jean Lesage                       | Dalmacio Langarica                |
| 11. Etappe | Saragossa – Donostia-San Sebastián | 276      | Dalmacio Langarica                | Dalmacio Langarica                |
| 12. Etappe | Donostia-San Sebastián – Bilbao    | 259      | Bernardo Ruiz                     | Bernardo Ruiz                     |
| 13. Etappe | Bilbao – Santander                 | 212      | Senén Mesa                        | Bernardo Ruiz                     |
| 14. Etappe | Santander – Gijón                  | 225      | Senén Mesa                        | Bernardo Ruiz                     |
| 15. Etappe | Gijón – Ribadeo                    | 200      | Jean Lesage                       | Bernardo Ruiz                     |
| 16. Etappe | Ribadeo – A Coruña                 | 156      | Miguel Gual                       | Bernardo Ruiz                     |
| 17. Etappe | A Coruña – Ourense                 | 156      | Miguel Gual                       | Bernardo Ruiz                     |
| 18. Etappe | Ourense – León                     | 276      | Jean Lesage                       | Bernardo Ruiz                     |
| 19. Etappe | León – Segovia                     | 269      | Miguel Gual                       | Bernardo Ruiz                     |
| 20. Etappe | Segovia – Madrid                   | 100      | Víctor Ruiz                       | Bernardo Ruiz                     |